# Quake
El Quake és un videojoc d'acció en primera persona, desenvolupat per id Software i publicat per GT Interactive el 1996. La composició musical és de Trent Reznor i Nine Inch Nails. És el primer videojoc de la saga Quake. El protagonista en primera persona subjectiva (l'acció es visualitza des del pretès personatge) ha de disparar els enemics en diferents nivells. Els jugadors s'agrupen en dos equips (blau i vermell) en servidors en línia. Hi ha diverses modalitats, la més popular consisteix a robar la bandera enemiga i portar-la a la mateixa base matant els jugadors de l'altre equip per aconseguir la màxima puntuació. Fou un dels primers jocs que popularitzaren el mode multijugador a través d'internet.
El joc combina habilitat (per moure's pels escenaris tridimensionals i saltar entre plataformes) i reflexos. L'acció està ambientada en un futur apocalíptic i les armes van des del fusell fins al llançador de plasma. Es pot actualitzar l'arma, aconseguir més munició o punts de vida recollint ítems pels diferents racons de la pantalla. Quan un jugador resulta mort torna a reviure en un altre punt de l'escenari.